# Memeleiland
Memeleiland is een rechthoekig kunstmatig eiland en een straat in Amsterdam-West. De naam verwijst de stad Klaipėda, vroeger Memel genoemd. Dat gebied was voor Amsterdam ooit belangrijk in de houthandel. 
Het eiland ligt op de plaats waar tot en met begin 21e eeuw een deel van de Houthavens waren gesitueerd. Dat terrein lag er steeds meer verlatener bij en Amsterdam had behoefte aan ruimte voor woningbouw. Het terrein ligt in het gebied dat begrensd wordt door de Pontsteiger (in het oosten), de Tasmanstraat/Spaarndammerdijk met ondergronds de Spaarndammertunnel (in het zuiden) en de Haparandaweg (noordwesten). Het werd gesaneerd en opnieuw opgespoten met zand om het terrein bouwrijp te maken. Omdat het wateroppervlak ter plaatse ongeveer gelijk moest blijven werd gekozen voor een eilandconstructie, maar tijdens de bouw waren de grachten tussen de bouwblokken nog grotendeels verzand. Sinds 2014 werd er aan de uitbreiding alhier gewerkt. 
Op Memeleiland worden koopwoningen gebouwd aan weerszijden van de straat, als zijnde woonblokken. Deze blokken zijn deel gebouwd in een stijl die doet denken aan de die van de Amsterdamse School. Door de bovenste bouwlaag te voorzien van een witte pleisterlaag, treedt gelijkenis op met woningen aan bijvoorbeeld de Tasmanstraat. Portieken zijn hier en daar opgefleurd met tegelwerk en snijramen. Het eiland wordt in vier fasen opgeleverd. In zomer 2018 wordt het zuidwestelijk deel (kavel 5AB, Memel is het vijfde eiland) van de straat opgeleverd, later volgt de westelijke kant met ook sociale woningbouw en watervilla's. Het uit twee delen bestaande appartementencomplex uit 2018 (er hangen loopbruggen tussen) bevat ongeveer 80 wooneenheden naar een ontwerp van Van Aken Architecten. Opvallend is dat dat kantoor in juni 2016 nog failliet ging, maar een doorstart maakte. De bouw werd in gang gezet door wethouder Eric van der Burg (later enige tijd locoburgemeester). Omdat de auto’s zoveel mogelijk uit de straten moeten worden geweerd werd onder het complex een ondergrondse parkeergarage gebouwd.
Het Memeleiland wordt door middel van bruggen met de twee aangrenzende eilanden verbonden (er is geen verbinding met het vasteland). De bruggen en wegen voor het snelverkeer staan loodrecht op de eilanden/straten, de voet- en fietsbruggen/-paden doorsnijden het gebied in een hoek. Naar en van het Narva-eiland liggen van noord naar zuid de Pernaubrug (snelverkeer) en de Windaubrug (langzaam verkeer). Naar het Libau-eiland komt slechts een brug, de Lübeckbrug. Van de bruggen werd tijdens de bouw alleen de kale pijlers en kale overspanning neergelegd, zodat bouwverkeer er al gebruik van kon maken.

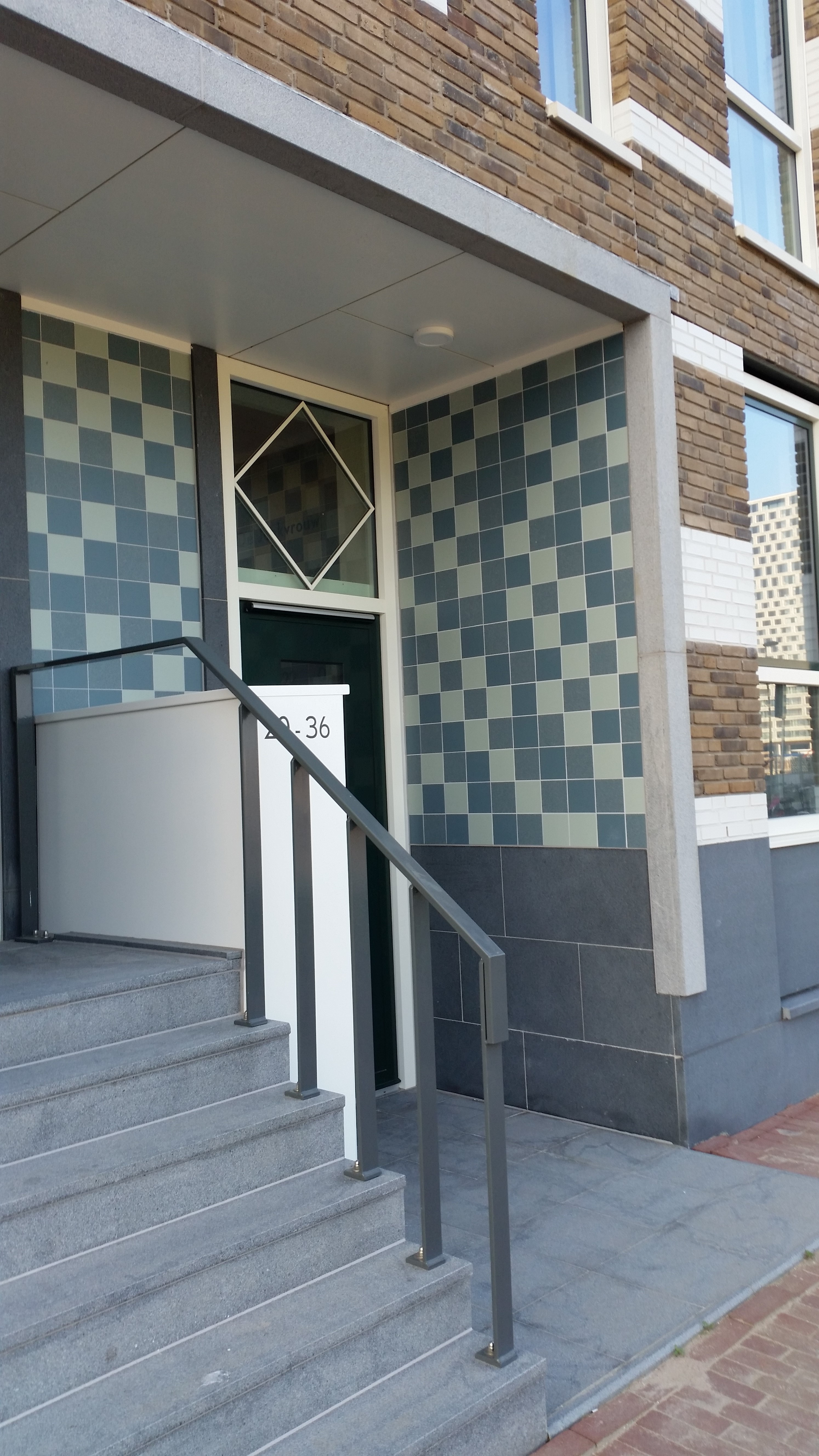
Tegelwerk en snijraam (maart 2019)